# Wereldkampioenschap wegrace 1960
Het wereldkampioenschap wegrace seizoen 1960 was het twaalfde in de geschiedenis van het door de FIM georganiseerde wereldkampioenschap wegrace.

## Merken/teams
- Aermacchi liet Alberto Pagani aantreden met een voorseriemodel van de Aermacchi Ala d'Oro 250. Hoewel deze machine nog grotendeels gebaseerd was op de toeristische Ala Verde, scoorde Pagani toch twee punten op het snelle Circuit Spa-Francorchamps.
- Colleda (het latere Suzuki) stuurde in 1960 een zekere Murayama naar de Snaefell Mountain Course om onderzoek te doen. Hij mat hellingen op en nam zelfs bodemmonsters. De directeur van de Japanse motorbond, Fumito Sakai, nodigde Geoff Duke uit om raceles te geven aan de Japanse coureurs.
- Honda, dat in het seizoen 1959 debuteerde met de 125cc-Honda RC 141 en Honda RC 142, breidde haar activiteiten flink uit met de 250cc-Honda RC 161 en de geheel vernieuwde 125cc-Honda RC 143. Het stuurde een groot team naar het 250cc-wereldkampioenschap: Moto Kitano, Yukio Satoh, Kunimitsu Takahashi, Kenjiro Tanaka en Naomi Taniguchi. Een aantal "westerlingen" koos ook voor Honda: Bob Brown (als invaller), Gilberto Milani, Tom Phillis en Jim Redman (als invaller). Redman, Taniguchi en Giichi Suzuki reden ook in de 125cc-klasse.
- MV Agusta stond in 1960 in geen enkele soloklasse concurrentie toe. Het had twee sterke troeven als "eerste rijder": John Surtees in de 500cc-klasse en de 350cc-klasse en Carlo Ubbiali in de 250 cc en de 125cc-klasse. Het ging er eigenlijk om wie de tweede rijder bij MV zou zijn. In de 500cc-klasse bleef dat Remo Venturi, maar Gary Hocking nam die positie in alle andere soloklassen in. Hij haalde in de 350cc-klasse zelfs evenveel punten als Surtees. Omdat MV Agusta zowel alle individuele titels als alle constructeurstitels won, had het acht wereldtitels in één jaar behaald.

## Coureurs
- Mike Hailwood's vader Stan wist Fabio Taglioni te overtuigen om twee Ducati 125 Trialbero-blokken samen te voegen om tot een 250cc-racer te komen. Taglioni bouwde de Ducati 250 Desmo racer voor Mike, die er Brits kampioen mee werd maar verder weinig succes oogstte.
- John Hempleman kreeg zijn fabrieks-MZ's als vervanger van Dave Chadwick, die het contract al op zak had toen hij een week voor aanvang van het seizoen verongelukte.

### Transfers
- Hilmar Cecco vertrok als bakkenist van Florian Camathias door een meningsverschil: Cecco wilde ook met solomotoren racen en Camathias was het daar niet mee eens. Cecco stapte in het zijspan van Edgar Strub waar hij al eerder mee had samengewerkt.
- Tom Phillis trad in dienst van Honda. Jim Redman volgde nadat Phillis geblesseerd raakte.
- Bruno Spaggiari, Emilio Mendogni, Gary Hocking en Luigi Taveri traden in dienst van MV Agusta.
- Alberto Gandossi verliet Ducati en reed voor MZ.

### Debutanten
- Kunimitsu Takahashi debuteerde tijdens de Grand Prix van Duitsland.
- Fumio Ito en Hugh Anderson debuteerden tijdens de Grand Prix van Frankrijk.
- Moto Kitano en Mike Duff debuteerden tijdens de TT van Man.

### Gestopt
- Libero Liberati had na het stoppen van Gilera nog even gereden met Moto Morini's, met zijn oude Gilera Saturno, Nortons en met de 500cc-Bianchi die hij leende van Ernesto Brambilla, maar had zijn racecarrière beëindigd om testrijder bij Gilera te worden.
- Walter Schneider had zijn carrière beëindigd, evenals zijn bakkenist Hans Strauß. Zijn BMW RS 54-zijspancombinatie werd overgenomen door Max Deubel.
- Terry Shepherd beëindigde zijn carrière na een ernstig ongeval.
- John Surtees beëindigde zijn motor-carrière en begon aan een succesvolle loopbaan in de Formule 1 autoracerij. In 1964 werd hij de eerste coureur die wereldkampioen met motorfietsen én auto's was geworden.
- Carlo Ubbiali beëindigde zijn carrière aan het einde van het seizoen.

### Overleden
- Bob Brown verongelukte tijdens de training van de Duitse Grand Prix op de Solitudering met de Honda RC 161.
- Dave Chadwick verongelukte op zondag 15 mei 1960 tijdens een 500cc-wedstrijd in Mettet (België). Hij reed in op het publiek en een van de toeschouwers die hij daarbij raakte overleed later eveneens.
- Peter Ferbrache verongelukte tijdens de 350cc-race van de TT van Assen.

|         | 1e | 2e | 3e | 4e | 5e | 6e |
| ------- | -- | -- | -- | -- | -- | -- |
| Punten: | 8  | 6  | 4  | 3  | 2  | 1  |

|               | 125 cc | 250 cc | 350 cc | 500 cc | Zijspan |
| ------------- | ------ | ------ | ------ | ------ | ------- |
| Aantal races: | 5      | 6      | 5      | 7      | 5       |
| Tellend:      | 3      | 4      | 3      | 4      | 3       |

De telling van het aantal wedstrijden was opnieuw erg ingewikkeld. Bij een even aantal wedstrijden (zoals in de 250cc-klasse) werd het aantal wedstrijden gehalveerd en daar werd er één bij opgeteld. Dat betekende voor de 250cc-klasse (zes wedstrijden): 6:2=3. Er telden dus vier wedstrijden. In de andere klassen werd een oneven aantal wedstrijden gereden. Daar werd er eerst 1 bij opgeteld en daarna werd het aantal gehalveerd. Voor de 500cc-klasse (7 wedstrijden) was dat dus 8:2= 4 tellende resultaten.

## Races
GP van Frankrijk, Clermont-Ferrand
In Frankrijk werden naast de WK-races nog twee andere wedstrijden georganiseerd: De 500cc-sportklasse werd gewonnen door Jean Tomesani op een Triumph en de 175cc-race werd gewonnen door Marcelo Cama op een Bultaco.
Isle of Man TT, Mountain Course
Nadat het Honda-team in 1959 met Naomi Taniguchi al bij haar eerste optreden een WK-punt had gescoord, kwam men nu met een groot team naar het eiland Man. Behalve de Japanners Moto Kitano, Sadao Shimazaki, Giichi Suzuki, Teisuke Tanaka en Naomi Taniguchi reden ook de Australiërs Bob Brown (als vervanger van Kenjiro Tanaka) en Tom Phillis voor Honda. Er werden nu punten in twee klassen gescoord. Wat minder opvallend presenteerde een tweede Japanse merk zich: Colleda, de voorloper van Suzuki, stuurde Michio Ichino, Mitsuo Itoh en Toshio Matsumoto om met hun Colleda RT 60 deel te nemen, maar toen Itoh zich tijdens de trainingen blesseerde vond men in Ray Fay een vervanger. MV Agusta won weer alle soloklassen en BMW de zijspanklasse.
Dutch TT, Assen
De TT van Assen werd overschaduwd door de dood van Peter Ferbrache in de 350cc-race. Tijdens de trainingen brak Tom Phillis een sleutelbeen. Ook zijn Honda-teamgenoot Naomi Taniguchi raakte geblesseerd. Ze werden vervangen door Jim Redman en Jan Huberts. Opmerkelijk waren de drie tweede plaatsen voor Gary Hocking in de 125cc-klasse, de 250cc-klasse en de 350cc-klasse.
GP van België, Spa-Francorchamps
De Belgische Grand Prix werd verreden voor 50.000 toeschouwers. Zij zagen Helmut Fath en Alfred Wohlgemuth de zijspanrace winnen, waardoor zij zeker waren van de wereldtitel.
GP van Duitsland, Solitude
Hoewel alleen de 500cc-klasse, de 250cc-klasse en de zijspanklasse aan de start kwamen, werden de races over twee dagen verdeeld: de zijspannen op zaterdag en de solomotoren op zondag. Dat had ook te maken met het feit dat er een Formule 2-autorace werd gehouden, gewonnen door Wolfgang von Trips (Ferrari). Tijdens de trainingen kwam Bob Brown hard ten val met zijn 250cc-Honda RC 161. Hij raakte een hek en werd afgevoerd naar het ziekenhuis, waar hij overleed aan de gevolgen van een schedelbasisfractuur. De werelditel in de zijspanklasse was al eerder beslist, de wereldtitel in de 500cc-klasse werd in deze Grand Prix beslist. Kenjiro Tanaka scoorde de eerste podiumplaats voor Honda. De zijspanklasse sloot haar seizoen af.
Ulster Grand Prix, Dundrod
De Ulster Grand Prix werd een groot succes voor Gary Hocking, die zowel in de 350- als de 500cc-klasse flinke stappen in het klassement zette. Ook Tom Phillis, hersteld van een sleutelbeenbreuk, deed het in de 250cc-race goed met zijn tweede plaats met de Honda RC 161.
Nations GP, Monza
Net als in het vorige jaar wist de Italiaanse organisatie niet minder dan zes races op een dag te organiseren. In de ochtend reed men een nationale 125cc-race, die werd gewonnen door Ducati-rijder Franco Farnè, en een 175cc-race, waar de overwinning ex aequo naar Francesco Villa (Ducati) en Paolo Baronciani (MotoBi) ging.

## 500cc-klasse

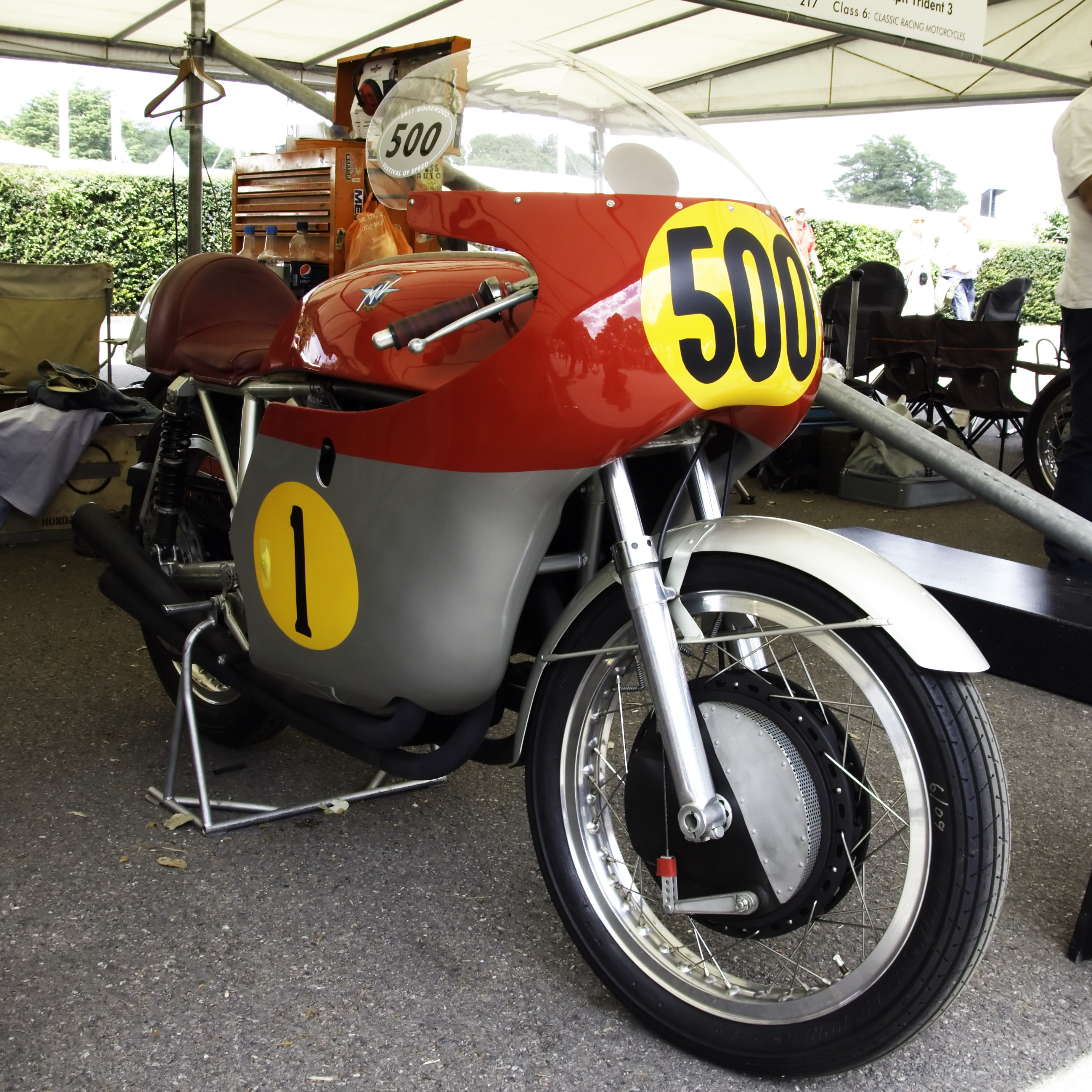
MV Agusta 500 4C uit 1960

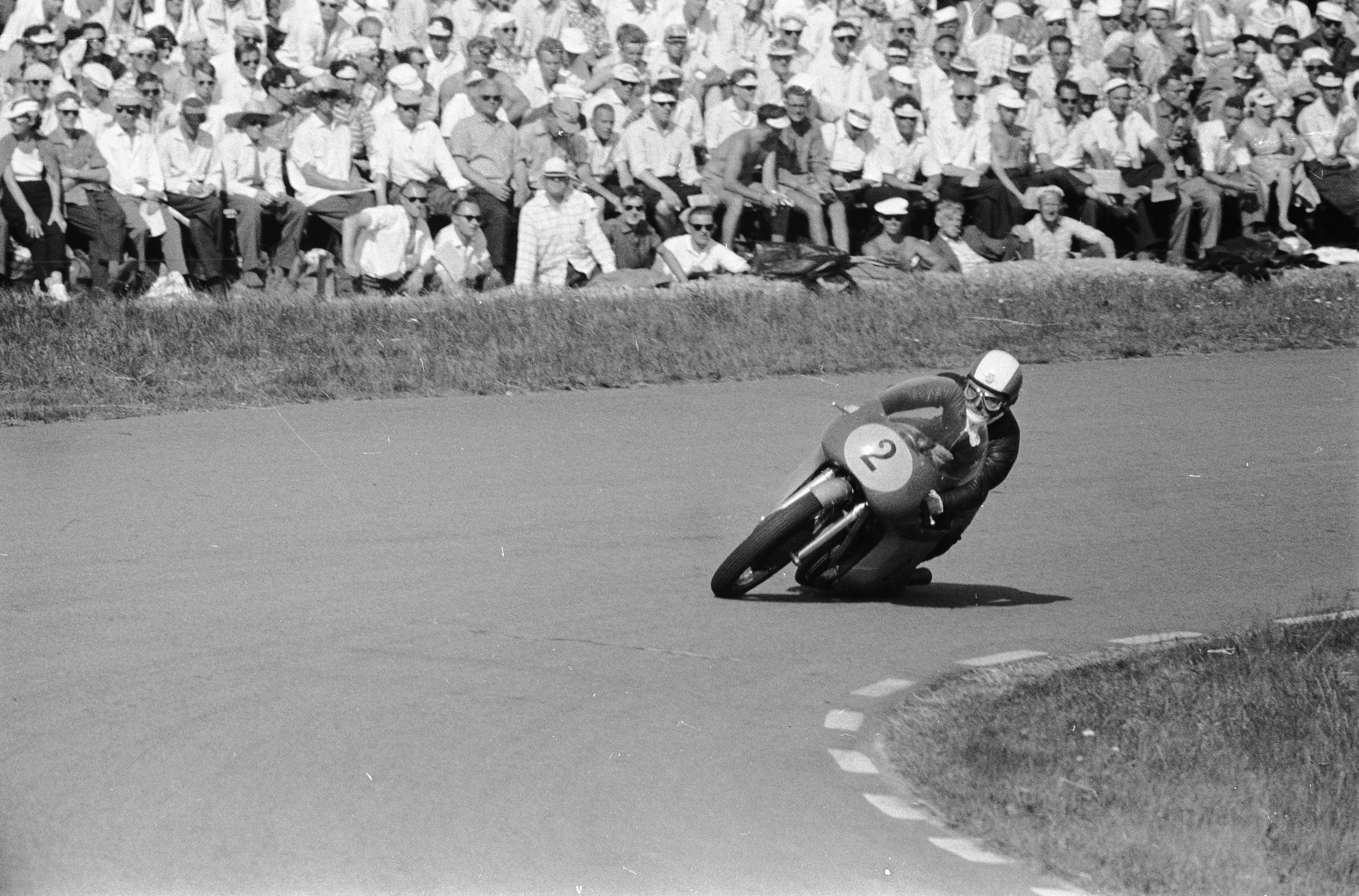
Remo Venturi onderweg naar de overwinning in de TT van Assen van 1960

### Algemeen
John Surtees had met de MV Agusta in 1960 geen enkele concurrentie in de 500cc-klasse. Zijn tweede man was Remo Venturi, maar voor de Senior TT kreeg John Hartle diens machine, vanwege zijn circuitkennis op het eiland Man. Hij werd tweede achter Surtees, maar in de Ulster Grand Prix, terug op zijn vertrouwde Norton Manx, wist hij Surtees te verslaan. Venturi had de TT van Assen gewonnen, nadat Surtees was uitgevallen. Maar met vijf overwinningen en één tweede plaats werd Surtees met gemak kampioen.
GP van Frankrijk, Clermont-Ferrand
In de 500cc-race waren de MV Agusta's weer net zo oppermachtig als in het vorige seizoen: John Surtees won met drie minuten voorsprong op teamgenoot Remo Venturi en de rest van het veld had ten minste een ronde achterstand. Opmerkelijk was de zesde plaats van Fumio Ito, die met een BMW R 50 met steun van de Japanse BMW-importeur naar Europa was gekomen en de eerste Japanner werd die in de 500cc-klasse een punt scoorde. 
Isle of Man TT, Mountain Course
John Surtees leidde de Senior TT van start tot finish en reed een nieuw ronderecord van 104,08 mijl per uur. Met 102,44 mph reed hij ook het eerste racegemiddelde boven de 100 mph. Zijn teamgenoot John Hartle werd op 2½ minuut tweede en de snelste Norton-rijder Mike Hailwood had al 5½ minuut achterstand.
Dutch TT, Assen
John Surtees leidde de 500cc-race vier ronden lang, maar toen kwam hij hard ten val en nam teamgenoot Remo Venturi de leiding over. Hij won met een halve minuut voorsprong op Bob Brown, die op zijn beurt Emilio Mendogni nipt voor bleef.
GP van België, Spa-Francorchamps
Zoals verwacht ging de overwinning in de 500cc-race naar MV Agusta, maar John Surtees was wel veel sneller dan zijn teamgenoten. Remo Venturi werd tweede met bijna anderhalve minuut achterstand en Emilio Mendogni slechts zesde met bijna vier minuten achterstand.
GP van Duitsland, Solitude
Dankzij zijn vierde overwinning in vijf races was John Surtees nu zeker van de wereldtitel. MV Agusta won weer erg overtuigend, met Remo Venturi als tweede en Emilio Mendogni als derde.
Ulster Grand Prix, Dundrod
De mechanische problemen moest John Surtees een inhaalrace rijden, maar hij kon Norton-rijder John Hartle niet meer bedreigen. Alan Shepherd werd met zijn Matchless G50 derde, maar de strijd om de vierde plaats werd door een fotofinish beslist in het voordeel van Ralph Rensen.
Nations GP, Monza
In de 500cc-race waren de MV Agusta 500 4C's zo oppermachtig, dat John Surtees en Emilio Mendogni als enigen binnen dezelfde ronde finishten. John Hartle scoorde twee punten, waardoor hij de verongelukte Bob Brown van de derde plaats in de eindstand verdrong.

### Uitslagen 500cc-klasse
|   | Datum        | Grand Prix        | Locatie           | 1e           | 2e              | 3e              | Snelste ronde |
| - | ------------ | ----------------- | ----------------- | ------------ | --------------- | --------------- | ------------- |
| 1 | 22 mei       | GP van Frankrijk  | Clermont-Ferrand  | John Surtees | Remo Venturi    | Bob Brown       | John Surtees  |
| 2 | 17 juni      | Isle of Man TT    | Mountain Course   | John Surtees | John Hartle     | Mike Hailwood   | John Surtees  |
| 3 | 25 juni      | Dutch TT          | Assen             | Remo Venturi | Bob Brown       | Emilio Mendogni | Remo Venturi  |
| 4 | 3 juli       | GP van België     | Spa-Francorchamps | John Surtees | Remo Venturi    | Bob Brown       | John Surtees  |
| 5 | 24 juli      | GP van Duitsland  | Solitude          | John Surtees | Remo Venturi    | Emilio Mendogni | John Surtees  |
| 6 | 6 augustus   | Ulster Grand Prix | Dundrod           | John Hartle  | John Surtees    | Alan Shepherd   | John Surtees  |
| 7 | 11 september | Nations GP        | Monza             | John Surtees | Emilio Mendogni | Mike Hailwood   | John Surtees  |

### Eindstand 500cc-klasse
| Pos. | Coureur         | Merk             | Ptn.    |
| ---- | --------------- | ---------------- | ------- |
| 1    | John Surtees    | MV Agusta        | 32 (46) |
| 2    | Remo Venturi    | MV Agusta        | 26      |
| 3    | John Hartle     | MV Agusta/Norton | 16      |
| 4    | Bob Brown (†)   | Norton           | 15      |
| 5    | Emilio Mendogni | MV Agusta        | 15      |
| 6    | Mike Hailwood   | Norton           | 13      |
| 7    | Paddy Driver    | Norton           | 9       |
| 8    | Dickie Dale     | Norton           | 6       |

| Pos. | Coureur        | Merk      | Ptn. |
| ---- | -------------- | --------- | ---- |
| 9    | Jim Redman     | Norton    | 5    |
| 10   | Tom Phillis    | Norton    | 4    |
| 10   | Alan Shepherd  | Matchless | 4    |
| 12   | Ralph Rensen   | Norton    | 3    |
| 13   | Ladi Richter   | Norton    | 2    |
| 13   | John Hempleman | Norton    | 2    |
| 15   | Fumio Ito      | BMW       | 1    |
| 15   | Rudolf Gläser  | Norton    | 1    |

### Constructeurstitel 500cc-klasse
| Pos. | Constructeur | Ptn.    |
| ---- | ------------ | ------- |
| 1    | MV Agusta    | 32 (54) |
| 2    | Norton       | 18 (32) |
| 3    | Matchless    | 4       |
| 4    | BMW          | 1       |

(Punten tussen haakjes zijn inclusief schrapresultaten)

## 350cc-klasse

### Algemeen
Het seizoen 1960 werd spannend door de onderlinge strijd van twee teamgenoten van MV Agusta, John Surtees en Gary Hocking. Doordat er slechts vier resultaten telden eindigden beiden met 22 punten. Ze hadden allebei twee overwinningen en één tweede plaats gescoord. Hocking had niet meer wedstrijden gereden, Surtees wel. Die had daardoor ook nog een derde plaats behaald. De punten telden niet mee, maar het resultaat wel en daardoor werd Surtees wereldkampioen.
GP van Frankrijk, Clermont-Ferrand
Gary Hocking won de 350cc-race in Frankrijk ondanks een val. Daardoor kon František Šťastný na een halve minuut finishen, maar beiden profiteerden van pech voor John Surtees, die de snelste ronde had gereden maar door ontstekingsproblemen terugviel naar de derde plaats.
Isle of Man TT, Mountain Course
John Surtees leidde de Junior TT vier ronden lang, maar viel terug toen zijn derde versnelling uitviel. Daardoor won zijn teamgenoot John Hartle. Surtees wist wel Bob McIntyre op diens door Joe Potts geprepareerde AJS Boy Racer voor te blijven.
Dutch TT, Assen
MV Agusta maakte ook de dienst uit in de 350cc-klasse. John Surtees en Gary Hocking finishten 25 seconden na elkaar, maar derde man Bob Anderson had ruim twee minuten achterstand. Tijdens deze race viel Peter Ferbrache. Hij overleed drie dagen later aan zijn verwondingen.
Ulster Grand Prix, Dundrod
John Hartle, die voor MV Agusta de Junior TT had gewonnen, werd nu met zijn Norton 40M tweede achter John Surtees. Daardoor kwam hij in de WK-stand op gelijke hoogte met vaste MV-rijder Gary Hocking. Hocking had zich in dit seizoen ook meer op de 250cc-klasse geconcentreerd. Zo werd de strijd om de tweede plaats dus weer spannend, maar met zijn overwinning was Surtees nu zeker van zijn wereldtitel.
Nations GP, Monza
Gary Hocking won de 350cc-race, en dat was ook nodig om zijn tweede plaats in het wereldkampioenschap veilig te stellen. Die werd bedreigd door John Hartle, maar Hartle moest in deze race ook Jawa-rijder František Šťastný voor laten. John Surtees gaf op toen zijn MV Agusta 350 4C vermogen begon te verliezen.

### Uitslagen 350cc-klasse
|   | Datum        | Grand Prix        | Locatie          | 1e           | 2e                | 3e            | Snelste ronde |
| - | ------------ | ----------------- | ---------------- | ------------ | ----------------- | ------------- | ------------- |
| 1 | 22 mei       | GP van Frankrijk  | Clermont-Ferrand | Gary Hocking | František Šťastný | John Surtees  | John Surtees  |
| 2 | 17 juni      | Isle of Man TT    | Mountain Course  | John Hartle  | John Surtees      | Bob McIntyre  | John Surtees  |
| 3 | 25 juni      | Dutch TT          | Assen            | John Surtees | Gary Hocking      | Bob Anderson  | John Surtees  |
| 4 | 6 augustus   | Ulster Grand Prix | Dundrod          | John Surtees | John Hartle       | Hugh Anderson | Alan Shepherd |
| 5 | 11 september | Nations GP        | Monza            | Gary Hocking | František Šťastný | John Hartle   | Gary Hocking  |

### Eindstand 350cc-klasse
| Pos. | Coureur           | Merk             | Ptn.    |
| ---- | ----------------- | ---------------- | ------- |
| 1    | John Surtees      | MV Agusta        | 22 (26) |
| 2    | Gary Hocking      | MV Agusta        | 22      |
| 3    | John Hartle       | MV Agusta/Norton | 18      |
| 4    | František Šťastný | Jawa             | 12      |
| 5    | Bob Anderson      | Norton           | 10      |
| 6    | Bob Brown (†)     | Norton           | 6       |
| 7    | Hugh Anderson     | AJS              | 5       |

| Pos. | Coureur        | Merk              | Ptn. |
| ---- | -------------- | ----------------- | ---- |
| 8    | Dickie Dale    | Norton            | 5    |
| 9    | Paddy Driver   | Norton            | 5    |
| 10   | Bob McIntyre   | Potts Special-AJS | 4    |
| 11   | Derek Minter   | Norton            | 3    |
| 12   | Ralph Rensen   | Norton            | 2    |
| 13   | Frank Perris   | Norton            | 1    |
| 13   | John Hempleman | Norton            | 1    |

### Constructeurstitel 350cc-klasse
| Pos. | Constructeur | Ptn.    |
| ---- | ------------ | ------- |
| 1    | MV Agusta    | 24 (40) |
| 2    | Norton       | 14 (20) |
| 3    | Jawa         | 12      |
| 4    | AJS          | 9       |

(Punten tussen haakjes zijn inclusief schrapresultaten)

## 250cc-klasse

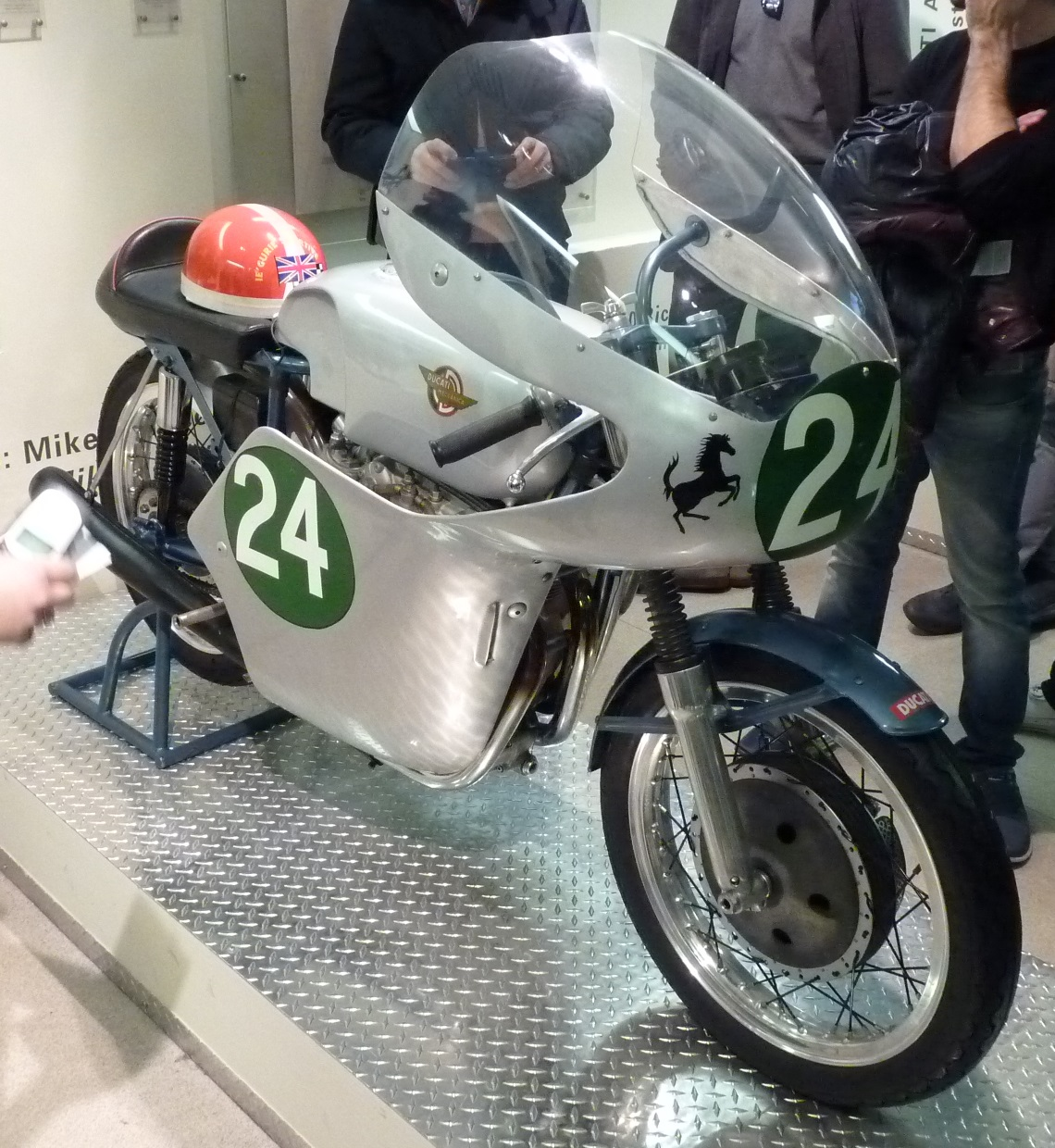
De speciaal voor Mike Hailwood gebouwde Ducati 250 Desmo racer

### Algemeen
Na zeven wereldtitels was Carlo Ubbiali onaantastbaar en absoluut eerste rijder in het team voor de lichte klassen van MV Agusta. Zijn teamgenoot Tarquinio Provini nam in 1960 geen genoegen meer met zijn ondergeschikte rol en ruilde zijn zitje met Emilio Mendogni. Provini kwam zodoende op de Moto Morini 250 Bialbero te zitten. Mendogni kwam echter op de 500cc-MV uit. Provini werd derde in de Lightweight TT en reed de snelste ronde in de TT van Assen, maar werd slechts negende in het kampioenschap. Gary Hocking had met zijn MZ twee van de laatste drie wedstrijden van 1959 gewonnen, en hij werd ingelijfd door MV Agusta als tweede man in de lichte klassen. Hoewel Honda zachtjes aan de deur rammelde, behaalde MV Agusta de eerste drie plaatsen in het wereldkampioenschap: Ubbiali, Hocking en Taveri. Honda had in 1959 de Isle of Man TT bezocht en Teisuke Tanaka, Naomi Taniguchi, Giichi Suzuki en Junzo Suzuki in de 125cc-Ultra-Lightweight TT laten starten. In 1960 kwam men terug, maar nu met de 250cc-RC 161 viercilinder. De Japanse fabrieksrijders begonnen het seizoen met blessures, waardoor Jim Redman zijn diensten aan het team kon aanbieden. Hij werd derde in de Ulster Grand Prix en tweede in de Grand Prix des Nations op Monza en eindigde als beste Honda-coureur als vierde in het wereldkampioenschap.
Isle of Man TT, Mountain Course
Met de nieuwe MV Agusta 250 Bicilindrica werden Gary Hocking en Carlo Ubbiali eerste en tweede in de Lightweight TT, voor Tarquinio Provini op de Moto Morini 250 Bialbero. Daarachter volgden de drie spectaculaire viercilinder Honda RC 161's, waarmee Bob Brown als vierde finisher de snelste was. Brown viel in voor de geblesseerde Kenjiro Tanaka, maar had als enige Honda-rijder al eerder op de Mountain Course geracet. Michael O'Rourke, die tijdens de trainingen zowel bij Windy Corner als bij Creg-ny-Baa gevallen was, werd met zijn door Herman Meier geprepareerde Ariel Arrow verdienstelijk zevende. Dickie Dale verving de geblesseerde Ernst Degner bij MZ, maar haalde de finish niet.
Dutch TT, Assen
In de 250cc-race waren de MV Agusta-rijders de enigen die binnen een minuut finishten: Carlo Ubbiali voor Gary Hocking en Luigi Taveri. Door de blessures van Tom Phillis en Naomi Taniguchi kregen Jan Huberts en Jim Redman de kans om met de viercilinder-Honda RC 161 te starten, maar ze scoorden geen punten. In deze race debuteerde de Aermacchi Ala d'Oro 250 met Alberto Pagani aan het stuur. Mike Hailwood verscheen zeer waarschijnlijk met een Mondial 250 Bialbero aan de start, in plaats van de speciaal voor hem gebouwde Ducati 250 Desmo.
GP van België, Spa-Francorchamps
De 250cc-race werd een groot succes voor MV Agusta, met Carlo Ubbiali als winnaar met een halve seconde voorsprong op teamgenoot Gary Hocking. Luigi Taveri werd een halve minuut later derde. Tarquinio Provini (Moto Morini) kwam bij Blanchimont hard ten val en werd afgevoerd naar het ziekenhuis. Alberto Pagani scoorde de eerste punten voor de Aermacchi Ala d'Oro 250. Daarbij viel de vierde plaats van Mike Hailwood tegen: met de (door vader Stan gefinancierde) Ducati Desmo 250 kon hij nog steeds geen vuist maken tegen de MV Agusta 250 Bialbero.
GP van Duitsland, Solitude
Gary Hocking profiteerde van een val van Carlo Ubbiali bij de start van de 250cc-race. Ubbiali kon wel verder en finishte zelfs binnen tien seconden achter Hocking. Daardoor werd de 250cc-klasse wel weer erg spannend: met beiden twee overwinningen en twee tweede plaatsen stonden Hocking en Ubbiali exact gelijk in de tussenstand. Kenjiro Tanaka reed de Honda RC 161 naar de derde plaats, het eerste podium voor Honda. Dickie Dale reed weer op de MZ RE 250, wat erop duidt dat Ernst Degner niet naar Duitsland was afgereisd omdat daar geen 125cc-race werd verreden.
Ulster Grand Prix, Dundrod
Voor aanvang van de Ulster Grand Prix stonden Carlo Ubbiali en Gary Hocking samen aan de leiding van het klassement, maar nu won Ubbiali terwijl Hocking uitviel. Er kwamen twee Honda-rijders op het podium: de van een sleutelbeenbreuk herstelde Tom Phillis en Jim Redman, die de nog steeds geblesseerde Naomi Taniguchi mocht vervangen. Mike Hailwood werd met de speciaal voor hem ontwikkelde Ducati 250 Desmo vierde. Ubbiali was nu bijna wereldkampioen. Hocking kon nog op gelijke hoogte komen als hij de GP des Nations zou winnen, maar dan mocht Ubbiali daar niet scoren.
Nations GP, Monza
In de 250cc-klasse kon Gary Hocking theoretisch nog op gelijke hoogte komen met Carlo Ubbiali, maar dan moest hij winnen en mocht Ubbiali niet scoren. Het ging echter omgekeerd: Ubbiali won en Hocking viel uit. Jim Redman reed de Honda RC 161 naar de tweede plaats en Ernst Degner werd met de MZ RE 250 derde. Opmerkelijk was dat de Ducati 250 Desmo, die voor Mike Hailwood was ontwikkeld met geld van Mike's vader Stan, nu ook in handen kwam van Alberto Pagani, die het seizoen was begonnen met het prototype van de Aermacchi Ala d'Oro 250. Gilberto Milani trad ook aan met een Honda RC 161, waarschijnlijk van Tom Phillis, die in Italië in geen enkele klasse startte.

### Uitslagen 250cc-klasse
|   | Datum        | Grand Prix        | Locatie           | 1e            | 2e            | 3e                | Snelste ronde     |
| - | ------------ | ----------------- | ----------------- | ------------- | ------------- | ----------------- | ----------------- |
| 1 | 13 juni      | Isle of Man TT    | Mountain Course   | Gary Hocking  | Carlo Ubbiali | Tarquinio Provini | Carlo Ubbiali     |
| 2 | 25 juni      | Dutch TT          | Assen             | Carlo Ubbiali | Gary Hocking  | Luigi Taveri      | Tarquinio Provini |
| 2 | 3 juli       | GP van België     | Spa-Francorchamps | Carlo Ubbiali | Gary Hocking  | Luigi Taveri      | Carlo Ubbiali     |
| 4 | 24 juli      | GP van Duitsland  | Solitude          | Gary Hocking  | Carlo Ubbiali | Kenjiro Tanaka    | Gary Hocking      |
| 5 | 6 augustus   | Ulster Grand Prix | Dundrod           | Carlo Ubbiali | Tom Phillis   | Jim Redman        | Carlo Ubbiali     |
| 6 | 11 september | Nations GP        | Monza             | Carlo Ubbiali | Jim Redman    | Ernst Degner      | Carlo Ubbiali     |

### Eindstand 250cc-klasse
| Pos. | Coureur             | Merk           | Ptn.    |
| ---- | ------------------- | -------------- | ------- |
| 1    | Carlo Ubbiali       | MV Agusta      | 32 (44) |
| 2    | Gary Hocking        | MV Agusta      | 28      |
| 3    | Luigi Taveri        | MV Agusta      | 11      |
| 4    | Jim Redman          | Honda          | 10      |
| 5    | Mike Hailwood       | Ducati/Mondial | 8       |
| 6    | Tom Phillis         | Honda          | 6       |
| 7    | Kunimitsu Takahashi | Honda          | 6       |
| 8    | Ernst Degner        | MZ             | 5       |
| 9    | Tarquinio Provini   | Morini         | 4       |
| 9    | Kenjiro Tanaka      | Honda          | 4       |

| Pos. | Coureur         | Merk             | Ptn. |
| ---- | --------------- | ---------------- | ---- |
| 11   | Bob Brown (†)   | Honda            | 3    |
| 11   | John Hempleman  | MZ               | 3    |
| 11   | Dickie Dale     | MZ               | 3    |
| 14   | Moto Kitano     | Honda            | 2    |
| 14   | Alberto Pagani  | Aermacchi/Ducati | 2    |
| 14   | Gilberto Milani | Honda            | 2    |
| 17   | Naomi Taniguchi | Honda            | 1    |
| 17   | Günter Beer     | Adler            | 1    |
| 17   | Yukio Satoh     | Honda            | 1    |

### Constructeurstitel 250cc-klasse
| Pos. | Constructeur | Ptn.    |
| ---- | ------------ | ------- |
| 1    | MV Agusta    | 32 (48) |
| 2    | Honda        | 19      |
| 3    | MZ           | 10      |
| 4    | Ducati       | 6       |
| 5    | Morini       | 4       |
| 6    | Mondial      | 2       |
| 6    | Aermacchi    | 2       |
| 8    | Adler        | 1       |

(Punten tussen haakjes zijn inclusief schrapresultaten)

## 125cc-klasse

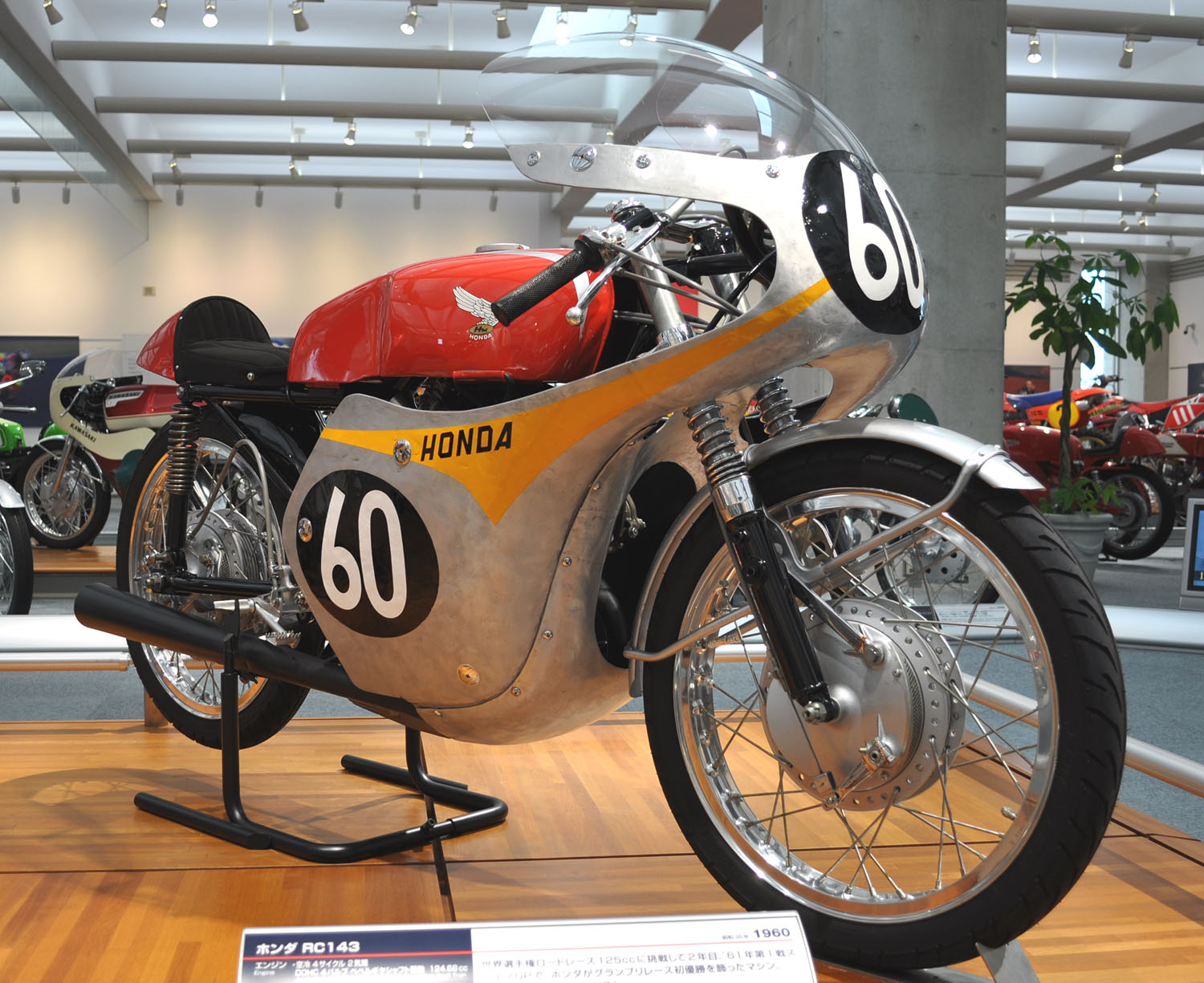
Ten opzichte van de Honda RC 142 uit 1959 was de Honda RC 143 helemaal vernieuwd.

### Algemeen
Carlo Ubbiali had weinig moeite met de concurrentie in de 125cc-klasse van 1960. Hij won vier van de vijf Grands Prix. Zijn teamgenoot Gary Hocking werd drie maal tweede. Alleen MZ kon wat tegenstand bieden: Alberto Gandossi werd derde in Assen, John Hempleman werd tweede in België, Bruno Spaggiari werd tweede in Monza en vierde in België en Ulster en Ernst Degner won in België, werd derde in Ulster en Monza en vijfde in Assen. Honda had zich voorgenomen in 1960 terug te komen om te winnen, maar het succes bleef nog uit. Naomi Tanaguchi werd opnieuw zesde in de Ultra-Lightweight TT en Jim Redman en Giichi Suzuki werden vierde en zesde in Assen. Redman werd ook vierde in Italië en Kunimitsu Takahashi werd hier zesde.
Isle of Man TT, Mountain Course
In de Ultra-Lightweight TT liet Carlo Ubbiali er geen gras over groeien. Al in de eerste ronde met staande start brak hij het ronderecord en hij won voor stalgenoten Gary Hocking en Luigi Taveri. Bob Anderson werd met de MZ RE 125 van de geblesseerde Ernst Degner vijfde, gevolgd door niet minder dan vijf Honda RC 143's. De Colleda RT 60's scoorden bij hun eerste optreden nog geen punten.
Dutch TT, Assen
Carlo Ubbiali en Gary Hocking reden hun MV Agusta 125 Bialbero's naar de eerste twee plaatsen. Ze finishten binnen drie seconden, maar ruim twintig seconden voor Alberto Gandossi op de MZ RE 125. Jim Redman verving de geblesseerde Naomi Taniguchi en reed de Honda RC 143 naar de vierde plaats.
GP van België, Spa-Francorchamps
Het seizoen van Ernst Degner was slecht begonnen met een blessure tijdens de TT van Man en een vijfde plaats in de TT van Assen, maar nu won hij het gevecht met teamgenoot John Hempleman en Carlo Ubbiali (MV Agusta). De MZ's waren daarmee de eersten die MV Agusta in dit seizoen wisten te verslaan. De Honda RC 143's van Moto Kitano, Sadao Shimazaki, Bob Brown en Giichi Suzuki konden op dit snelle circuit geen vuist maken.
Ulster Grand Prix, Dundrod
Door zijn overwinning in de 125cc-race was Carlo Ubbiali zeker van de wereldtitel. Gary Hocking werd weliswaar tweede, maar kon door de streepresultaten Ubbiali niet meer achterhalen. Ernst Degner werd met zijn MZ RE 125 derde en verstevigde zijn derde plaats in de WK-stand.
Nations GP, Monza
De 125cc-race eindigde in een sprint naar de finish tussen Carlo Ubbiali, Bruno Spaggiari en Ernst Degner. Zij finishten in deze volgorde binnen een halve seconde. Ook de strijd om de vierde plaats was spannend met slechts 0,1 seconde verschil tussen Jim Redman en Gary Hocking.

### Uitslagen 125cc-klasse
|   | Datum        | Grand Prix        | Locatie           | 1e            | 2e              | 3e               | Snelste ronde                     |
| - | ------------ | ----------------- | ----------------- | ------------- | --------------- | ---------------- | --------------------------------- |
| 1 | 13 juni      | Isle of Man TT    | Mountain Course   | Carlo Ubbiali | Gary Hocking    | Luigi Taveri     | Carlo Ubbiali                     |
| 2 | 25 juni      | Dutch TT          | Assen             | Carlo Ubbiali | Gary Hocking    | Alberto Gandossi | Carlo Ubbiali                     |
| 3 | 3 juli       | GP van België     | Spa-Francorchamps | Ernst Degner  | John Hempleman  | Carlo Ubbiali    | John Hempleman en Bruno Spaggiari |
| 4 | 6 augustus   | Ulster Grand Prix | Dundrod           | Carlo Ubbiali | Gary Hocking    | Ernst Degner     | Ernst Degner                      |
| 5 | 11 september | Nations GP        | Monza             | Carlo Ubbiali | Bruno Spaggiari | Ernst Degner     | Bruno Spaggiari                   |

### Eindstand 125cc-klasse
| Pos. | Coureur         | Merk         | Ptn.    |
| ---- | --------------- | ------------ | ------- |
| 1    | Carlo Ubbiali   | MV Agusta    | 24 (32) |
| 2    | Gary Hocking    | MV Agusta    | 18 (22) |
| 3    | Ernst Degner    | MZ           | 16 (18) |
| 4    | Bruno Spaggiari | MV Agusta    | 12      |
| 5    | John Hempleman  | MZ           | 10      |
| 6    | Luigi Taveri    | MV Agusta    | 6       |
| 7    | Jim Redman      | Honda/Ducati | 6       |

| Pos. | Coureur             | Merk   | Ptn. |
| ---- | ------------------- | ------ | ---- |
| 8    | Alberto Gandossi    | MZ     | 4    |
| 9    | Bob Anderson        | MZ     | 2    |
| 10   | Naomi Taniguchi     | Honda  | 1    |
| 10   | Giichi Suzuki       | Honda  | 1    |
| 10   | Mike Hailwood       | Ducati | 1    |
| 10   | Kunimitsu Takahashi | Honda  | 1    |

### Constructeurstitel 125cc-klasse
| Pos. | Constructeur | Ptn.    |
| ---- | ------------ | ------- |
| 1    | MV Agusta    | 24 (36) |
| 2    | MZ           | 16 (23) |
| 3    | Honda        | 7       |
| 4    | Ducati       | 1       |

(Punten tussen haakjes zijn inclusief schrapresultaten)

## Zijspanklasse

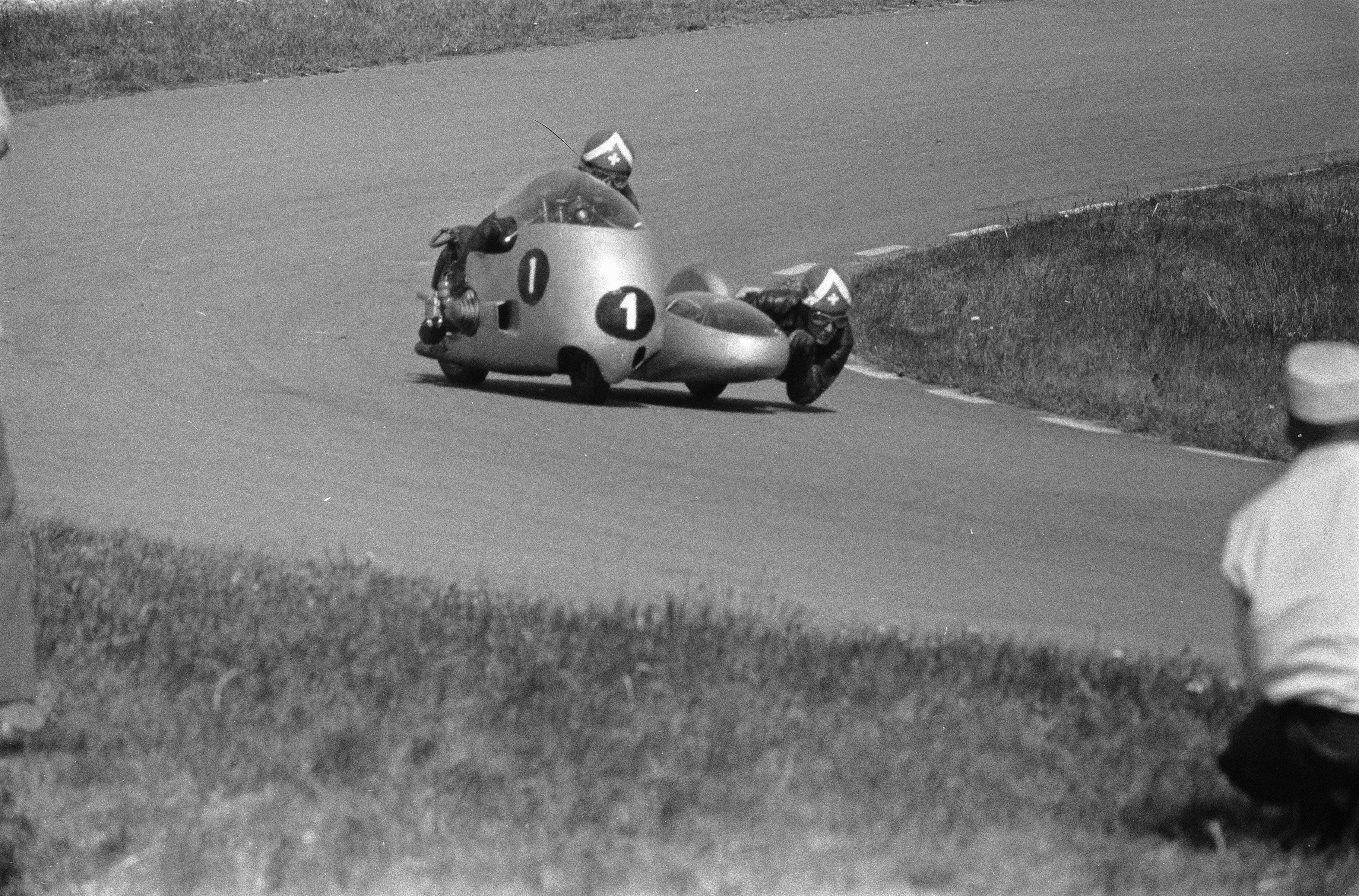
Camathias/Föll in Assen in 1960

### Algemeen
De zijspanklasse was zoals verwacht een prooi voor BMW, maar bijzonder was dat ze nu voor het eerst sinds 1925 weer terugkeerde op het lange circuit van Man, de Mountain Course. Sinds 1954 hadden de zijspannen op de veel kortere Clypse Course gereden. Helmut Fath en Alfred Wohlgemut hadden weinig moeite met het zeker stellen van hun wereldtitel. Ze wonnen vier van de vijf wedstrijden, terwijl er slechts drie resultaten telden. Alleen Pip Harris en Ray Campbell konden hen in Assen voor blijven. De BMW-fabriek hield zich steeds meer op de achtergrond, maar Fath's machine was zo snel omdat hij zelf een begaafd sleutelaar was. Daar kwam nog bij dat twee succesvolle duo's verdwenen waren: Schneider/Strauß waren gestopt en Camathias/Cecco waren uit elkaar gegaan, waardoor Camathias zich met vier bakkenisten moest behelpen.
GP van Frankrijk, Clermont-Ferrand
In de zijspanrace scoorde Helmut Fath zijn eerste overwinning in het wereldkampioenschap wegrace voor Fritz Scheidegger en Florian Camathias met zijn nieuwe maar tijdelijke bakkenist John Chisnell.
Isle of Man TT, Mountain Course
Florian Camathias was tamelijk onthand na het vertrek van bakkenist Hilmar Cecco. In de Franse Grand Prix had hij gereden met John Chisnell, maar die stapte nu in het zijspan van zijn vaste rijder Bill Beevers. Camathias vond Robert Fiston bereid om zijn taak over te nemen, aanvankelijk met succes, want ze leidden tot de BMW in de laatste ronde stilviel. Camathias wist toch nog vijfde te worden, maar Helmut Fath/Alfred Wohlgemuth wonnen voor Pip Harris/Ray Campbell en Charlie Freeman/Billie Nelson. Dat was een succes voor Norton, temeer omdat de vierde plaats naar Les Wells/William Cook ging. Alwin Ritter, die weer was herenigd met Edwin Blauth, werd zesde ondanks het gemis van zijn rechterbeen, dat hij bij een verkeersongeval verloren had. Max Deubel viel met de ex-Walter Schneider-BMW RS 54 uit. Ook Fritz Scheidegger/Horst Burkhardt kregen pech, maar finishten nog als elfde.
Dutch TT, Assen
Omdat er in de zijspanklasse slechts drie resultaten telden, konden Helmut Fath en Alfred Wohlgemuth door te winnen de wereldtitel al in Assen grijpen. Het grootse deel van de race reden Florian Camathias en Roland Föll echter aan de leiding, achtervolgd door Fath/Wohlgemuth en Pip Harris/Ray Campbell. Toen Camathias in de laatste ronde stilviel was Harris echter al voor Fath gekomen. Harris/Campbell wonnen hun eerste WK-race en konden theoretisch ook nog aanspraak maken op de titel.
GP van België, Spa-Francorchamps
Net als in de TT van Assen viel Florian Camathias uit terwijl hij aan de leiding lag. Helmut Fath/Alfred Wohlgemuth moesten Pip Harris/Ray Campbell voorblijven om wereldkampioen te worden, maar Harris scoorde geen punten terwijl Fath wist te winnen.
GP van Duitsland, Solitude
Helmut Fath/Alfred Wohlgemuth waren al wereldkampioen, maar hadden een paar maal geprofiteerd van het feit dat Florian Camathias uitviel terwijl hij aan de leiding lag. Nu bleef Camathias' BMW heel, maar werd hij toch slechts tweede, overigens met Gottfried Rüfenacht, zijn vierde bakkenist in vijf wedstrijden. Fritz Scheidegger/Horst Burkhardt werden derde.

### Uitslagen zijspanklasse
|   | Datum   | Grand Prix       | Locatie           | 1e                            | 2e                                    | 3e                                | Snelste ronde                 |
| - | ------- | ---------------- | ----------------- | ----------------------------- | ------------------------------------- | --------------------------------- | ----------------------------- |
| 1 | 22 mei  | GP van Frankrijk | Clermont-Ferrand  | Helmut Fath/Alfred Wohlgemuth | Fritz Scheidegger/Horst Burkhardt     | Florian Camathias/John Chisnell   | Helmut Fath/Alfred Wohlgemuth |
| 2 | 15 juni | Isle of Man TT   | Mountain Course   | Helmut Fath/Alfred Wohlgemuth | Pip Harris/Ray Campbell               | Charlie Freeman/Billie Nelson     | Helmut Fath/Alfred Wohlgemuth |
| 3 | 25 juni | Dutch TT         | Assen             | Pip Harris/Ray Campbell       | Helmut Fath/Alfred Wohlgemuth         | Fritz Scheidegger/Horst Burkhardt | Florian Camathias/Roland Föll |
| 4 | 3 juli  | GP van België    | Spa-Francorchamps | Helmut Fath/Alfred Wohlgemuth | Fritz Scheidegger/Horst Burkhardt     | Edgar Strub/Hilmar Cecco          | Florian Camathias/Roland Föll |
| 5 | 24 juli | GP van Duitsland | Solitude          | Helmut Fath/Alfred Wohlgemuth | Florian Camathias/Gottfried Rüfenacht | Fritz Scheidegger/Horst Burkhardt | Helmut Fath/Alfred Wohlgemuth |

### Eindstand zijspanklasse
| Pos. | Coureur           | Bakkenist                                                        | Merk   | Ptn.    |
| ---- | ----------------- | ---------------------------------------------------------------- | ------ | ------- |
| 1    | Helmut Fath       | Alfred Wohlgemuth                                                | BMW    | 24 (38) |
| 2    | Fritz Scheidegger | Horst Burkhardt                                                  | BMW    | 16 (20) |
| 3    | Pip Harris        | Ray Campbell                                                     | BMW    | 14      |
| 4    | Florian Camathias | John Chisnell, Robert Fiston, Roland Föll en Gottfried Rüfenacht | BMW    | 12      |
| 5    | Edgar Strub       | Hilmar Cecco                                                     | BMW    | 9       |
| 6    | Max Deubel        | Horst Höhler                                                     | BMW    | 7       |
| 7    | Charlie Freeman   | Billie Nelson                                                    | Norton | 4       |

| Pos. | Coureur       | Bakkenist                   | Merk   | Ptn. |
| ---- | ------------- | --------------------------- | ------ | ---- |
| 8    | Alwin Ritter  | Edwin Blauth en Emil Hörner | BMW    | 4    |
| 9    | Les Wells     | William Cook                | Norton | 3    |
| 9    | Jackie Beeton | Eddie Bulgin                | BMW    | 3    |
| 11   | Bill Boddice  | Graham Stokes               | Norton | 2    |
| 11   | Otto Kölle    | Dieter Hess                 | BMW    | 2    |
| 13   | Jo Rogliardo  | Marcel Godillot             | BMW    | 2    |

### Constructeurstitel zijspanklasse
| Pos. | Constructeur | Ptn.    |
| ---- | ------------ | ------- |
| 1    | BMW          | 32 (40) |
| 2    | Norton       | 2       |

(Punten tussen haakjes zijn inclusief schrapresultaten)

## Voetnoten
1949 · 
1950 · 
1951 · 
1952 · 
1953 · 
1954 · 
1955 · 
1956 · 
1957 · 
1958 · 
1959 · 
1960 · 
1961 · 
1962 · 
1963 · 
1964 · 
1965 · 
1966 · 
1967 · 
1968 · 
1969 · 
1970 · 
1971 · 
1972 · 
1973 · 
1974 · 
1975 · 
1976 · 
1977 · 
1978 · 
1979 · 
1980 · 
1981 · 
1982 ·
1983 · 
1984 · 
1985 · 
1986 · 
1987 · 
1988 · 
1989 · 
1990 · 
1991 · 
1992 · 
1993 · 
1994 · 
1995 · 
1996 · 
1997 · 
1998 · 
1999 · 
2000 · 
2001 · 
2002 · 
2003 · 
2004 · 
2005 · 
2006 · 
2007 · 
2008 · 
2009 · 
2010 · 
2011 · 
2012 · 
2013 · 
2014 · 
2015 · 
2016 · 
2017 · 
2018 · 
2019 · 
2020 · 
2021 · 
2022 · 
2023 · 
2024 · 
2025